# Bundesstraße 203
Die Bundesstraße 203 (Abkürzung: B 203) ist eine deutsche Bundesstraße. Sie ist eine der wichtigsten Ost-West-Verbindungen in Schleswig-Holstein und reicht von Büsum an der Westküste des Landes bis Kappeln an der Ostküste. Die Straße verläuft nördlich des Nord-Ostsee-Kanals und kreuzt bei Lexfähre an der Grenze Dithmarschens die Eider.
Verlauf:
- Büsum

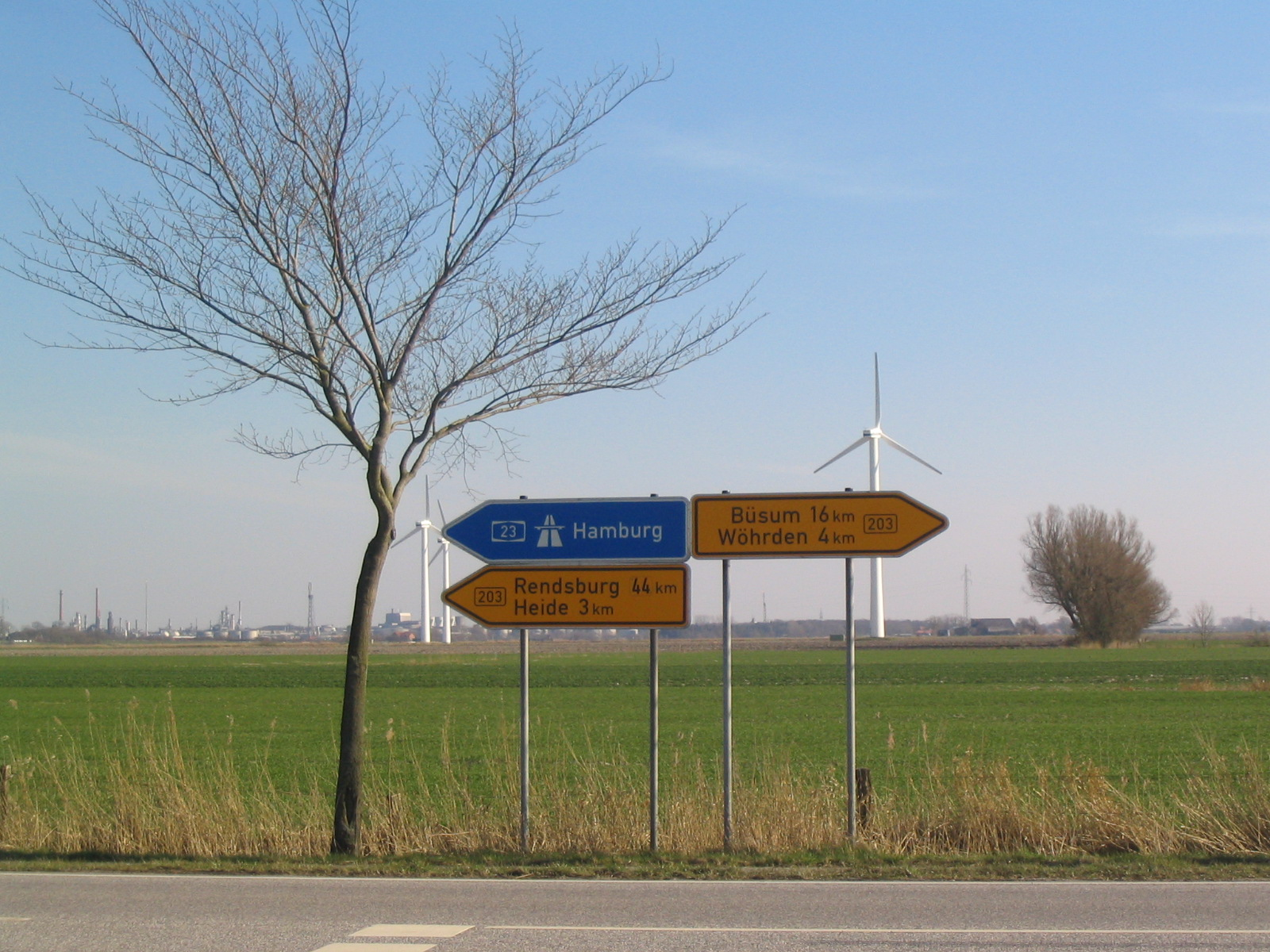
B 203 bei Heide. Im Hintergrund die Raffinerie Hemmingstedt

- Heide (Holstein); Anschluss an die Bundesautobahn 23 nach Hamburg und die Bundesstraße 5
- Rendsburg; Anschluss an die Bundesautobahn 7 (Hamburg/Flensburg), die Bundesautobahn 210 (Kiel) und die Bundesstraße 77.
- Eckernförde; Anschluss an die Bundesstraße 76
- Kappeln; Anschluss an die Bundesstraße 199

## Geschichte
Die Landstraße zwischen Rendsburg und Eckernförde wurde 1882 fertiggestellt. Die Weiterführung von Eckernförde nach Kappeln erfolgte 1972. Dieser Abschnitt durch die Landschaft Schwansen trägt den Namen Schwansenstraße. Der Streckenabschnitt zwischen Heide und Büsum war bis in die 1960er Jahre hinein durchgehend mit roten Ziegelsteinen gepflastert.